# Peñota (stacja kolejowa)
Peñota (hiszp. Estación de Peñota, bas: Peñotako geltokia) – stacja kolejowa w Santurtzi, w prowincji Vizcaya we wspólnocie autonomicznej Kraj Basków, w Hiszpanii.
Jest częścią Cercanías Bilbao i obsługuje pociągi linii C-1.

## Położenie stacji
Znajduje się na linii kolejowej Bilbao – Santurce w km 11,7 na wysokości 22 m n.p.m.

## Historia
Została otwarta w dniu 27 września 1888 wraz z odcinkiem linii Portugalete – Barakaldo, która miała połączyć Bilbao z Portugalete. Prace zostały przeprowadzone przez Compañía del Ferrocarril de Bilbao a Portugalete. W 1924 wchłonięta została przez Norte, która utrzymywała zarządzanie stacją do czasu nacjonalizacji linii kolejowych w Hiszpanii w 1941, wraz z utworzeniem RENFE.
Od 31 grudnia 2004 Adif jest właścicielem obiektów kolejowych.

## Linie kolejowe
- Bilbao – Santurce